# Der Bulle von Tölz: Zirkusluft
Zirkusluft ist ein deutscher Fernsehfilm von Werner Masten aus dem Jahr 2002 nach einem Drehbuch von Andreas Föhr und Thomas Letocha. Es ist die 37. Folge der Krimiserie Der Bulle von Tölz mit Ottfried Fischer als Hauptdarsteller in der Rolle des Hauptkommissars Benno Berghammer. Die Erstausstrahlung erfolgte am 2. Oktober 2002 auf Sat.1.

## Handlung
Der reiche Bauer Johann August Kiening sen. wird erstochen aufgefunden. Laut Gerichtsmediziner Dr. Robert Sprung handelt es sich bei der Tatwaffe um ein zweischneidiges Messer. Es gibt keine Abwehrverletzungen, der Angriff erfolgte also überraschend. Auffällig ist auch, dass der Stichkanal exakt im rechten Winkel verläuft.
Für die Hauptkommissare Benno Berghammer und Sabrina Lorenz tut sich ein beträchtlicher Kreis von Personen mit einem mehr oder weniger starken Mordmotiv auf, allen voran Kienings erwachsener Sohn, der von Vaters Geld lebte und dem der alte Kiening den Geldhahn zudrehen wollte. Es gibt auch einen finanziell bedrängten Nachbarn, Wolfgang Schätzl, dem Kiening ein millionenschweres Grundstücksgeschäft mit dem Bauunternehmer Anton Rambold zu verderben drohte. Und schließlich ist da ein kleiner Wanderzirkus, dem Kiening seit vielen Jahren Winterquartier gewährt hat, diesen nun aber plötzlich auf die Straße setzen wollte.
Im Zirkus trifft Benno Berghammer die Dompteurin Madeleine Gartlach, mit der er vor 17 Jahren eine kurze, leidenschaftliche Affäre hatte. Es stellt sich heraus, dass Kiening senior seit Jahren mit Madeleine liiert war und sie jetzt heiraten wollte. Sie ist des Zirkuslebens müde und wollte endlich ein normales Leben führen. Ihr 16-jähriger Sohn Leo war jedoch entschieden gegen die Heirat. Die Frage, ob Leo seinen zukünftigen Stiefvater deswegen umgebracht hat, wird umso pikanter, als Madeleine Benno Berghammer gesteht, dass Leo sein Sohn ist. Erschwerend kommt hinzu, dass der Sprössling wegen mehrerer Eigentumsdelikte auf Bewährung ist und dennoch in der kurzen Zeit, in der der Kommissar ihn kennt, sein Auto für eine Spritztour entwendet und mehrere Geldbörsen gestohlen hat, darunter die seiner Mutter Resi. Berghammer rät dem Jungen, die Geldbörsen sofort zurückzugeben und zu sagen, er habe sie gefunden.
Berghammers Mutter freundet sich mit Leo an und engagiert ihn, die Zimmer in ihrer Pension auszuräumen. Sie will Platz machen, weil sie damit rechnet, dass ihr Sohn Benno Madeleine bald heiraten wird. 
Schließlich entdeckt Berghammer Leos bemerkenswertes Darts-Talent und spricht Madeleine direkt darauf an. Sie entgegnet, Leo habe das Messerwerfen vom ehemaligen Messerwerfer Richie gelernt, der im Zirkus nicht mehr als solcher aufgetreten sei, seit seine Partnerin durch einen Fehlwurf ums Leben gekommen sei. Richie sei nie darüber hinweggekommen; sie habe sich um ihn gekümmert und er habe wie ein Kind an ihr gehangen. Er habe sie gefragt, ob sie mit ihm mitgehe, wenn der Zirkus dichtmache; da habe sie ihm gesagt, sie werde wegen Benno in Bad Tölz bleiben.
Der Kommissar weiß nun, wie er den Mörder kriegen kann. Er sucht Richie auf und untersagt ihm ab sofort jeglichen Kontakt mit Madeleine – sie wolle das auch so. Da will Richie ihm ein Messer in den Körper rammen, doch Berghammer trägt eine Schutzweste. So kann Richie als Mörder aus Eifersucht überführt werden.
Nach Richies Verhaftung will der Kommissar von Madeleine Gartlach wissen, ob sie ihm bezüglich Vaterschaft nicht etwas zu sagen habe; Sechsmonatskinder seien doch eher selten. Berghammer hat sich Leos Akte angesehen und das Geburtsdatum festgestellt. Madeleine gibt zu, ihn diesbezüglich belogen zu haben; sie habe sich halt so gewünscht, dass er Leos Vater wäre.
Madeleine wird nicht in Bad Tölz bleiben, sondern mit dem Zirkus weiterziehen. Dadurch platzen auch die Hochzeitsvorbereitungen, die Berghammers Mutter bereits eingeleitet hat. Sie kann jetzt die Räume in der Pension wieder an andere Gäste vermieten.

## Hintergrund
Die Dreharbeiten wurden in Bad Tölz durchgeführt; als Schauplatz für die „Pension Resi“ diente das Hollerhaus Irschenhausen.